# Hurts 2B Human
Hurts 2B Human è l'ottavo album in studio della cantautrice statunitense Pink, pubblicato il 26 aprile 2019 su etichetta discografica RCA Records.
L'album è stato anticipato dai singoli Walk Me Home, Can We Pretend e Hurts 2B Human. L’unico singolo promozionale estratto è stato Hustle.

## Descrizione
Le sessioni di registrazione di Hurts 2B Human hanno coinciso con il Beautiful Trauma World Tour, tour promozionale del precedente progetto discografico Beautiful Trauma, presso diversi studi di registrazione tra Los Angeles, Venice, Brentwood, Svezia e Nuova Zelanda. Musicalmente il progetto attinge da diversi generi musicali, tra cui il pop, dance e country music. In un'intervista rilasciata a Entertainment Weekly Pink ha raccontato il processo creativo e la scelta di usare differenti sonorità nell'album:
(Pink)
Intervistata da USA Today la cantante ha commentato la scelta di lanciare un messaggio politico contro Donald Trump, all'epoca Presidente degli Stati Uniti d'America, attraverso il brano Can We Pretend:
(Pink)

## Accoglienza
| Recensione           | Giudizio |
| -------------------- | -------- |
| AllMusic             |          |
| Clash                | 7/10     |
| Entertainment Weekly | B        |
| The Guardian         |          |
| The Irish Times      |          |
| Slant Magazine       |          |

Hurts 2B Human ha ricevuto recensioni generalmente positive dalla critica specializzata. Su Metacritic, che assegna un punteggio normalizzato su 100 alle recensioni della critica tradizionale, l'album ha ricevuto un punteggio medio di 71, basato su nove recensioni.
In una recensione positiva, Stephen Thomas Erlewine di AllMusic ha assegnato all'album un punteggio di quattro su cinque. Ha trovato il disco «generalmente un progetto leggero» della cantante e ha ritenuto che la fusione di diversi stili musicali lo rendesse coeso dal punto di vista sonoro. Erlewine ha concluso dicendo che Hurts 2B Human «è elegante e alla moda», pur rimanendo fedele alla «profondità emotiva» che Pink ha accumulato nel corso della sua carriera. Maura Johnston di Entertainment Weekly ha commentato che la natura ottimistica dell'album lo rende piacevole e relazionabile, e ha trovato influenze country pop che mostrano «come i testi veri e propri e il soffio soul di Pink possano suonare nei migliori honky-tonk di Nashville».
Mikael Wood ha scritto per il Los Angeles Times che Hurts 2B Human si presenta come «sorprendentemente uniformato» dal punto di vista musicale, sottolineando che i messaggi delle canzoni riflettono sul «superamento degli ostacoli e sull'imparare a confidare nelle proprie capacità» in contrasto con la musica di artisti più giovani che affrontano temi come la depressione e il consumo di droghe. Chris DeVille di Stereogum ha affermato che l'album mette in mostra un'artista «che ha trovato la sua zona di comfort e che è riuscita a far crescere la sua musica insieme a lei», non trovando tuttavia convincenti le canzoni con testi troppo emotivi. Scrivendo per Rolling Stone, Sarah Grant ha definito il disco «appassionatamente confessionale» e ha citato Courage e Happy come canzoni che trovano Pink al «massimo della sua sfacciataggine e del suo cuore», paragonandole alle sonorità di Missundaztood (2001).
Sia Aimee Cliff del The Guardian che Amy O'Connor dell'Irish Times hanno assegnato all'album tre stelle su cinque. La Cliff ha definito le ballate che mettono in risalto la voce di Pink come momenti di spicco, ma ha affermato che l'album non riesce a dare un «senso di costante evoluzione». In una recensione più negativa Alexa Camp per Slant Magazine, ha notato che le collaborazioni non riescono ad «aggiungere molto di più di una semplice patina al procedimento», ma ha lodato la «qualità ultraterrena» di 90 Days.

## Tracce
Download digitale
1. Hustle – 2:55 (Alecia Moore, Daniel Reynolds, Jorgen Odegard)
2. (Hey Why) Miss You Sometime – 3:23 (Alecia Moore, Max Martin, Johan Schuster)
3. Walk Me Home – 2:59 (Alecia Moore, Scott Friedman, Nathaniel Ruess)
4. My Attic – 3:02 (Julia Michaels, Ilsey Juber, Freddy Wexler)
5. 90 Days (feat. Wrabel) – 3:50 (Alecia Moore, Stephen Wrabel, Steve Robson)
6. Hurts 2B Human (feat. Khalid) – 3:22 (Alecia Moore, Khalid Robinson, Scott Friedman, John Theodore Geiger II, Alexander Izquerdio, Anna Hartley)
7. Can We Pretend (feat. Cash Cash) – 3:44 (Alecia Moore, Ryan Tedder, Jean Makhlouf, Alexander Makhlouf, Samuel Frisch)
8. Courage – 4:19 (Alecia Moore, Sia Furler, Greg Kurstin)
9. Happy – 3:01 (Alecia Moore, Alexandra Yatchenko, John Theodore Geiger II, Garrain Jones)
10. We Could Have It All – 4:33 (Alecia Moore, Beck Hansen, Greg Kurstin)
11. Love Me Anyway (feat. Chris Stapleton) – 3:08 (Alecia Moore, Allen Shamblin, Thomas Douglas)
12. Circle Game – 4:54 (Alecia Moore, Greg Kurstin)
13. The Last Song of Your Life – 3:53 (Alecia Moore, Billy Mann)

Traccia bonus dell'edizione giapponese
1. More – 3:50 (Alecia Moore, Jetta John-Hartley, Michael Busbee)

## Successo commerciale
Hurts 2B Human ha debuttato in vetta alla Billboard 200, la classifica degli album statunitense, con 115 000 unità vendute nella sua prima settimana di disponibilità, di cui 95 000 copie pure. È il terzo album consecutivo di Pink a raggiungere il primo posto negli Stati Uniti. Nella seconda settimana l'album si è piazzato 6º nella classifica statunitense registrando un calo di vendite del 68% rispetto ai primi sette giorni, con altre 36 000 unità vendute. L'album ha debuttato al primo posto anche in Canada, totalizzando 13 000 unità di vendita nella prima settimana.
L'album è entrato nella Official Albums Chart britannica al primo posto con 48 861 unità vendute nella prima settimana, di cui 44 502 copie pure, diventando il terzo album numero uno di Pink nel Regno Unito dopo Funhouse (2008) e Beautiful Trauma (2017). Ha mantenuto la prima posizione nella seconda settimana con altre 16.713 unità di vendita, di cui 13.534 copie intere fisiche o digitali, ottenendo la certificazione di disco d'argento dalla British Phonographic Industry. Nella sua terza settimana l'album è risultato nuovamente il più venduto nel Regno Unito altre 11 582 unità totalizzate (di cui 8 965 copie pure).
In Francia il disco ha aperto alla 7ª posizione in classifica con 6 000 copie vendute, di cui 1 100 digitali, rendendolo l'album più scaricato della settimana. L'album ha debuttato al 54º posto della classifica giapponese delle vendite fisiche e digitali grazie a 2 376 esemplari nella prima settimana.

## Classifiche

### Classifiche settimanali
| Classifica (2019) | Posizione massima |
| ----------------- | ----------------- |
| Australia         | 1                 |
| Belgio (Fiandre)  | 1                 |
| Belgio (Vallonia) | 6                 |
| Canada            | 1                 |
| Corea del Sud     | 67                |
| Croazia           | 8                 |
| Danimarca         | 16                |
| Estonia           | 12                |
| Finlandia         | 10                |
| Francia           | 7                 |
| Germania          | 2                 |
| Grecia            | 31                |
| Irlanda           | 1                 |
| Italia            | 28                |
| Lituania          | 10                |
| Norvegia          | 7                 |
| Nuova Zelanda     | 1                 |
| Paesi Bassi       | 1                 |
| Polonia           | 12                |
| Portogallo        | 8                 |
| Regno Unito       | 1                 |
| Repubblica Ceca   | 4                 |
| Slovacchia        | 12                |
| Spagna            | 14                |
| Stati Uniti       | 1                 |
| Sudafrica         | 8                 |
| Svezia            | 8                 |
| Svizzera          | 1                 |
| Ungheria          | 10                |

### Classifiche di fine anno
| Classifica (2019) | Posizione |
| ----------------- | --------- |
| Australia         | 3         |
| Austria           | 53        |
| Belgio (Fiandre)  | 31        |
| Belgio (Vallonia) | 124       |
| Canada            | 50        |
| Francia           | 106       |
| Germania          | 44        |
| Nuova Zelanda     | 16        |
| Paesi Bassi       | 51        |
| Regno Unito       | 23        |
| Stati Uniti       | 149       |
| Svezia            | 72        |
| Svizzera          | 24        |